# Demolição de casas no conflito israelo-palestino

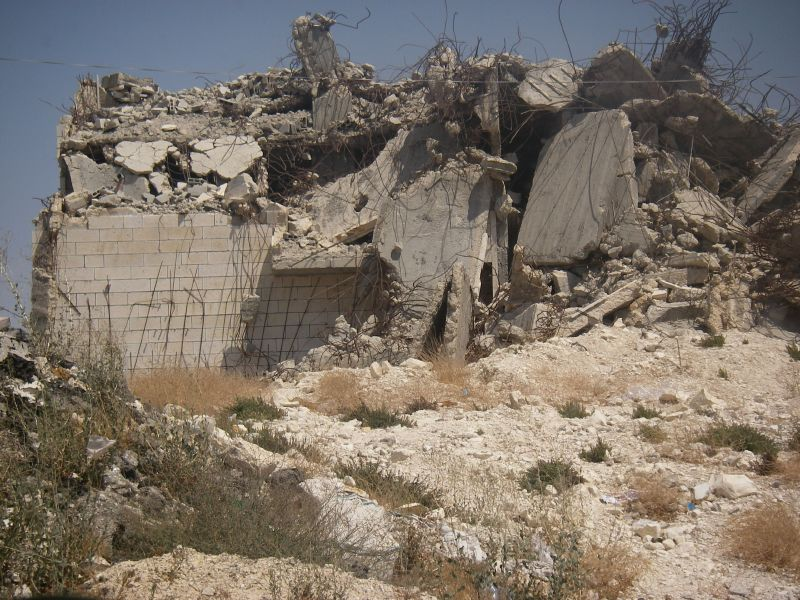
Casa palestina demolida pelas forças militares de Israel (2006).

A demolição de casas nos territórios palestinos ocupados - Jerusalém, Cisjordânia e, anteriormente, também a Faixa de Gaza - é uma  tática controversa que tem sido empregada pelas Forças de Defesa de Israel no contexto do conflito israelo-palestino.
Segundo  o governo israelense, a demolição das casas dos  palestinos é uma medida de prevenção contra eventuais ações de insurreição contra as forças ocupantes. Outras justificativas oficiais apresentadas por Israel referem-se ao cumprimento de códigos de obras e diversas determinações legais vigentes nos territórios ocupados.

Organizações de defesa dos direitos humanos e as Nações Unidas criticam as demolições dos lares dos palestinos como sendo uma violação do direito internacional e consideram que o governo de Israel na verdade utiliza as demolições como forma de punição coletiva e para confiscar terras aos palestinos, viabilizando a expansão de assentamentos judeus nos territórios ocupados.
Mais de mil palestinos na Cisjordânia perderam suas casas por conta de demolições feitas pelo exército israelense em 2011, o que significou um aumento de 80% em relação ao ano anterior. Mais da metade da população desalojada é constituída de crianças. Outras 4.200 pessoas foram afetadas pela destruição de áreas relacionadas à sua subsistência. O Coordenador Humanitário das Nações Unidas para o processo de paz no Oriente Médio, Maxwell Gaylard, declarou que Israel, como potência ocupante, "tem a responsabilidade fundamental de proteger a população civil palestina sob seu controle e garantir seu bem-estar e dignidade". Segundo o relatório Demolições e Deslocamento Forçado na Cisjordânia Ocupada, 622 estruturas foram demolidas em 2011, incluindo casas, abrigos de animais, salas de aula e mesquitas. Isto significa um aumento de 42% em relação a 2010. Mais de 60% dessas demolições deram lugar a assentamentos israelenses.
Além disso, 90% das demolições (92% das pessoas deslocadas) ocorreram em áreas de comunidades agrícolas e pastoris vulneráveis, conhecidas como "Área C", região onde Israel mantém controle sobre a segurança, o planejamento e a construção. A Área C equivale a 60% da Cisjordânia. Ali a administração civil israelense exige que as comunidades palestinas peçam licenças (raramente concedidas) para quaisquer obras de melhoria, tais como a reabilitação de poços ou  prolongamento de redes. Dadas as dificuldades para obtenção de uma licença, a população palestina frequentemente acaba por construir sem licença, correndo o risco de demolição da obra. Segundo Maxwell Gaylard, "é difícil compreender os argumentos subjacentes à destruição de sistemas básicos de recolha das águas pluviais, alguns deles muito antigos, que servem comunidades palestinianas de pastores e rurais marginalizadas, onde a água é já de si escassa e onde as secas são uma ameaça sempre presente."  Em Gaza, mais de 30 km de rede de abastecimento de água e 11 poços, cujo funcionamento é da responsabilidade do serviço de distribuição de água, foram danificados ou destruídos pelas forças militares de Israel, durante a Operação Chumbo Fundido, em 2008-2009. Segundo o relatório Goldstone, tal destruição foi "deliberada e sistemática".
Em Jerusalém Oriental, a demolição de 42 estruturas  representou uma diminuição em comparação a 2010. No entanto, segundo o relatório, 93.100 mil moradores, que vivem em edificações erguidas sem licença, continuam ameaçados de deslocamento. Os palestinos afirmam que é impossível obter alvarás de construção.